# Музей провинции Ляонин
Музей провинции Ляонин — государственный историко-художественный музей китайской провинции Ляонин, расположенный в городе Шэньян.

## История
Бывшая резиденция Тань Юлина, военного правителя Чжэхэ и военачальника Северо-Востока Китая. В 1935 году стала национальным музеем, а в 1938 году переименована в Национальный центральный музей. Во времена Гоминьдана музей был одним из трёх главных музеев Китая. После Гражданской войны  он был открыт для публики 7 июля 1949 года, а своё нынешнее название получил в 1959 году.

## Коллекция
Музейная коллекция насчитывает 57 тыс. экспонатов в категориях живопись и каллиграфия, вышивка, медная посуда, лакированные изделия, древние карты, мебель, монеты и т.д. и охватывает период, начиная с палеолита. Одним из выдающихся произведений является 12-метровый свиток середины XVIII века Процветающий Сучжоу.

## Посещение
Вторник-воскресенье с 9:00-17:00. Вход бесплатный.